# Akmanlar, Yenice
Akmanlar là một xã thuộc huyện Yenice, tỉnh Karabük, Thổ Nhĩ Kỳ. Dân số thời điểm năm 2010 là 745 người.